# Gens du lac
Gens du lac è un cortometraggio del 2018 diretto da Jean-Marie Straub.